# Michael Hardie Boys
Sir Michael Hardie Boys (Wellington, 6 ottobre 1931 – Waikanae, 29 dicembre 2023) è stato un giurista e politico neozelandese, governatore generale della Nuova Zelanda dal 1996 al 2001.

## Biografia

### Infanzia e studi
Michael Hardie Boys nacque a Wellington il 6 ottobre 1931, figlio dell'onorevole Reginald Hardie Boys (1903-1970), giudice della Corte Suprema neozelandese. Ottenne nel 1954 un bachelor of Arts e un bachelor of Laws presso l'Università Victoria di Wellington.

### Carriera professionale
Dopo aver fatto parte per diversi anni dello studio legale del padre come avvocato, nel 1980 divenne giudice dell'Alta Corte della Nuova Zelanda. Nove anni dopo entrò a far parte della Corte d'Appello neozelandese e diventò membro del Consiglio privato del Regno Unito. Poco prima di essere designato a governatore, divenne Cavaliere di Gran Croce dell'Ordine di San Michele e San Giorgio.

### Carriera politica
Il 21 marzo 1996 Hardie Boys fu nominato governatore generale della Nuova Zelanda dalla regina Elisabetta II su consiglio del primo ministro Jim Bolger, sostituendo Dame Catherine Tizard.
Nello stesso anno venne nominato dalla sovrana Cavaliere Gran Compagno Addizionale dell'Ordine al Merito della Nuova Zelanda, e successivamente anche Cavaliere del Venerabile Ordine di San Giovanni.
Al termine del mandato, nel 2001, a lui e alla moglie venne conferito il titolo di Compagni Addizionali del Queen's Service Order. Venne quindi sostituito da Silvia Cartwright.
Dopo il 2001 si trasferì con la famiglia a Waikanae, dove si spense il 29 dicembre 2023 all'età di 92 anni.

## Vita privata
Michael Hardie Boys si sposò con Mary Zohrab nel 1957. Insieme ebbero quattro figli: due maschi e due femmine.